# Бразиландия
Бразиландия (порт. Brasilândia) — муниципалитет в Бразилии, входит в штат Мату-Гросу-ду-Сул. Составная часть мезорегиона Восток штата Мату-Гроссу-ду-Сул. Входит в экономико-статистический микрорегион Трес-Лагоас. Население составляет 13 144 человека на 2006 год. Занимает площадь 5806,892 км². Плотность населения — 2,3 чел./км².

## Статистика
- Валовой внутренний продукт на 2003 год составляет 184 342 177,00 реалов (данные: Бразильский институт географии и статистики).
- Валовой внутренний продукт на душу населения на 2003 год составляет 14 631,49 реал (данные: Бразильский институт географии и статистики).
- Индекс развития человеческого потенциала на 2000 год составляет 0,757 (данные: Программа развития ООН).